# Peninsular and Oriental Steam Navigation Company

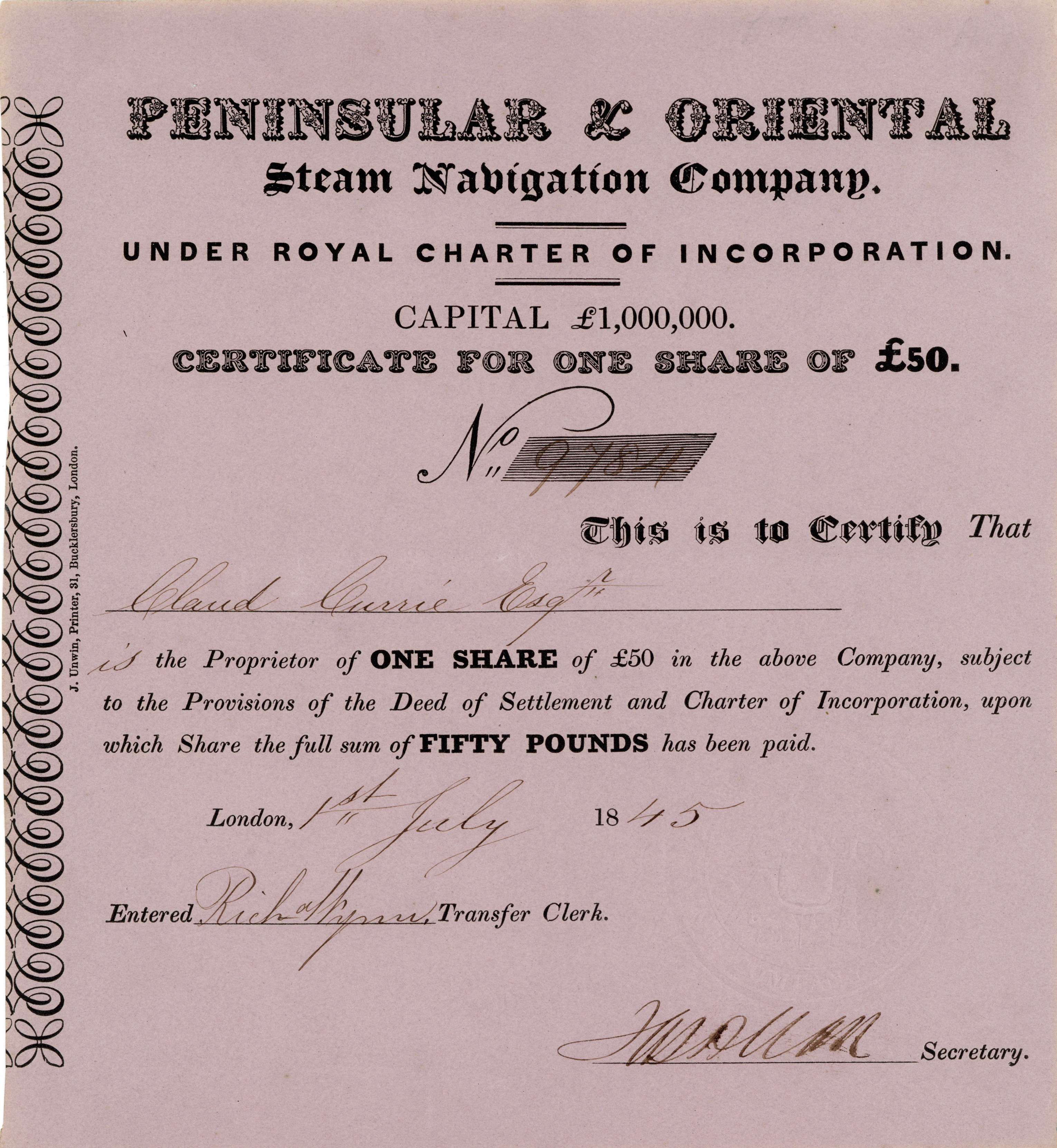
Акция Peninsular & Oriental Steam Navigation Company на 50 фунтов стерлингов, выпущенная в Лондоне 1 июля 1845 года. Компания-предшественник была основана в 1837 году под названием Peninsular Steam Navigation Company, реорганизованная в 1840 году на основании королевской хартии в Peninsular and Oriental Steam Navigation Company.

Peninsular and Oriental Steam Navigation Company (сокр. P&O) — бывшая британская транспортная компания, история которой начинается с начала XIX века. 

## История

Реклама круизов P&O в Норвегию, художник Уильям Лайонел Уайли, начало XX века

В 1837 году Артуром Андерсоном была основана пароходная компания Peninsular Steam Navigation Company. В том же году она получила правительственный контракт на доставку почты из Великобритании на Пиренейский полуостров. В 1840 году она слилась с Transatlantic Steam Navigation Company, после чего стала известна как Peninsular and Oriental Steam Navigation Company (P&O).
В 1918 году P&O приобрела контрольный пакет акций компании Orient Steam Navigation Company, и к 1924 году стала крупнейшей судоходной компанией в мире. 
В 1950-e годы для пассажирских перевозок в Австралию были построены новейшие лайнеры SS Oriana и SS Canberra. В 1960 году P&O выкупила оставшийся пакет акций Orient Lines и стала называться P&O-Orient Lines.
В 1988 году P&O приобрела Sitmar Cruises.
В 2000 году вся круизная деятельность была выведена из состава группы P&O и была создана полностью независимая компания P&O Princess Cruises. В 2003 году эта компания вошла в состав Carnival Corporation, крупнейшего круизного холдинга в мире.
В марте 2006 года P&O была приобретена за 3,9 млрд фунтов стерлингов компанией Dubai Ports World и стала её дочерним обществом. Несмотря на это бренд P&O был сохранён. Штаб-квартира компании располагалась в Лондоне, Великобритания. Её акции торговались на Лондонской фондовой бирже и входили в базу расчёта индекса FTSE 100.